# Francesco Maria Imperiale
Francesco Maria Imperiale (ur. 21 sierpnia 1653 w Genui, zm. 4 sierpnia 1736 tamże) – polityk genueński.
Przez okres od 22 września 1711 do 22 września 1713 roku Francesco Maria Imperiale pełnił urząd doży Genui.